# Saint-Eusèbe-en-Champsaur
Saint-Eusèbe-en-Champsaur ist eine ehemalige französische Gemeinde mit zuletzt 147 Einwohnern (Stand 1. Januar 2014) im Département Hautes-Alpes in der Region Provence-Alpes-Côte d’Azur. Sie gehört zum Arrondissement Gap und zum Kanton Saint-Bonnet-en-Champsaur.
Mit Wirkung vom 1. Januar 2018 wurden die früheren Gemeinden Chauffayer, Saint-Eusèbe-en-Champsaur und Les Costes zur Commune nouvelle Aubessagne zusammengeschlossen. Der Status einer Commune déléguée wurde ihnen in der neuen Gemeinde jedoch nicht zuerkannt. Der Verwaltungssitz befindet sich im Ort Chauffayer.

## Lage
Sie grenzt im Nordwesten an Chauffayer, im Norden an Les Costes, im Osten an La Motte-en-Champsaur, im Südosten an Saint-Bonnet-en-Champsaur mit Bénévent-et-Charbillac, im Süden an Poligny und im Westen an Le Noyer.

## Bevölkerungsentwicklung
| Jahr      | 1962 | 1968 | 1975 | 1982 | 1990 | 1999 | 2008 | 2014 |
| --------- | ---- | ---- | ---- | ---- | ---- | ---- | ---- | ---- |
| Einwohner | 172  | 165  | 147  | 142  | 142  | 143  | 138  | 147  |

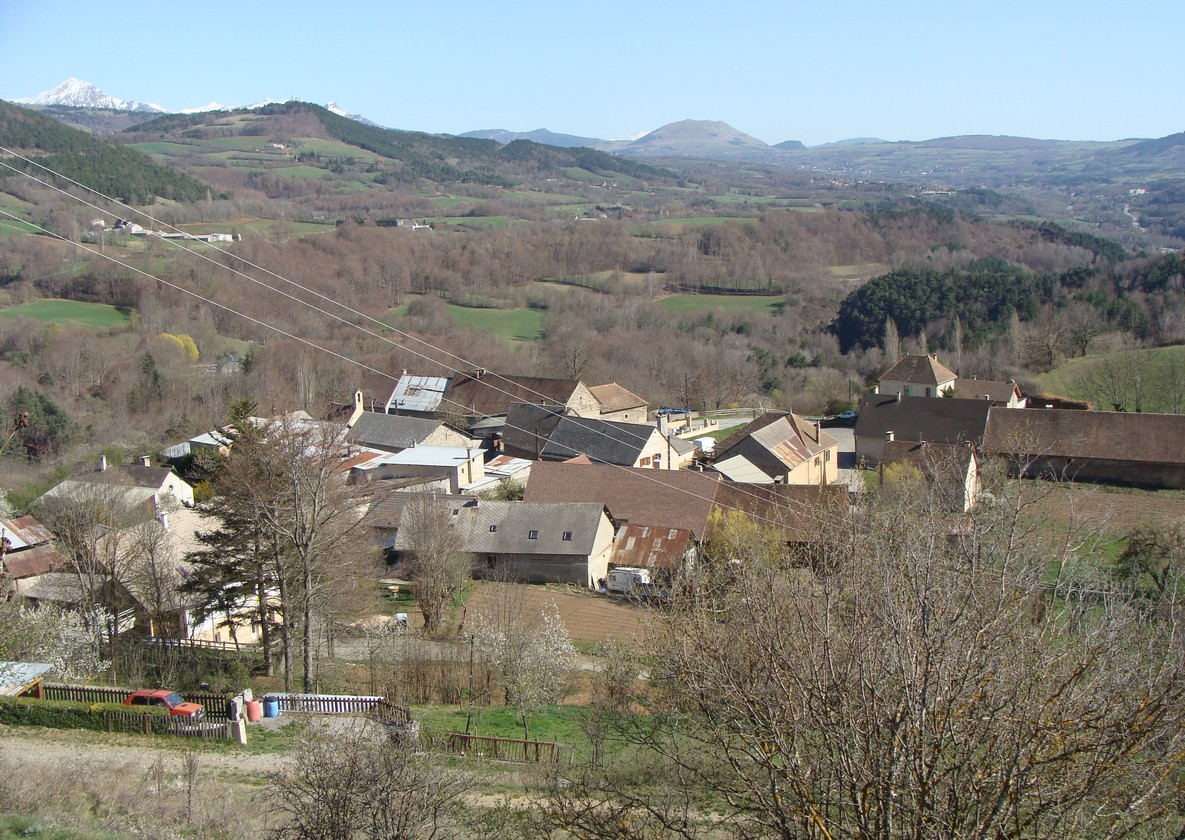
Ortsteil Villard-Saint-Pierre
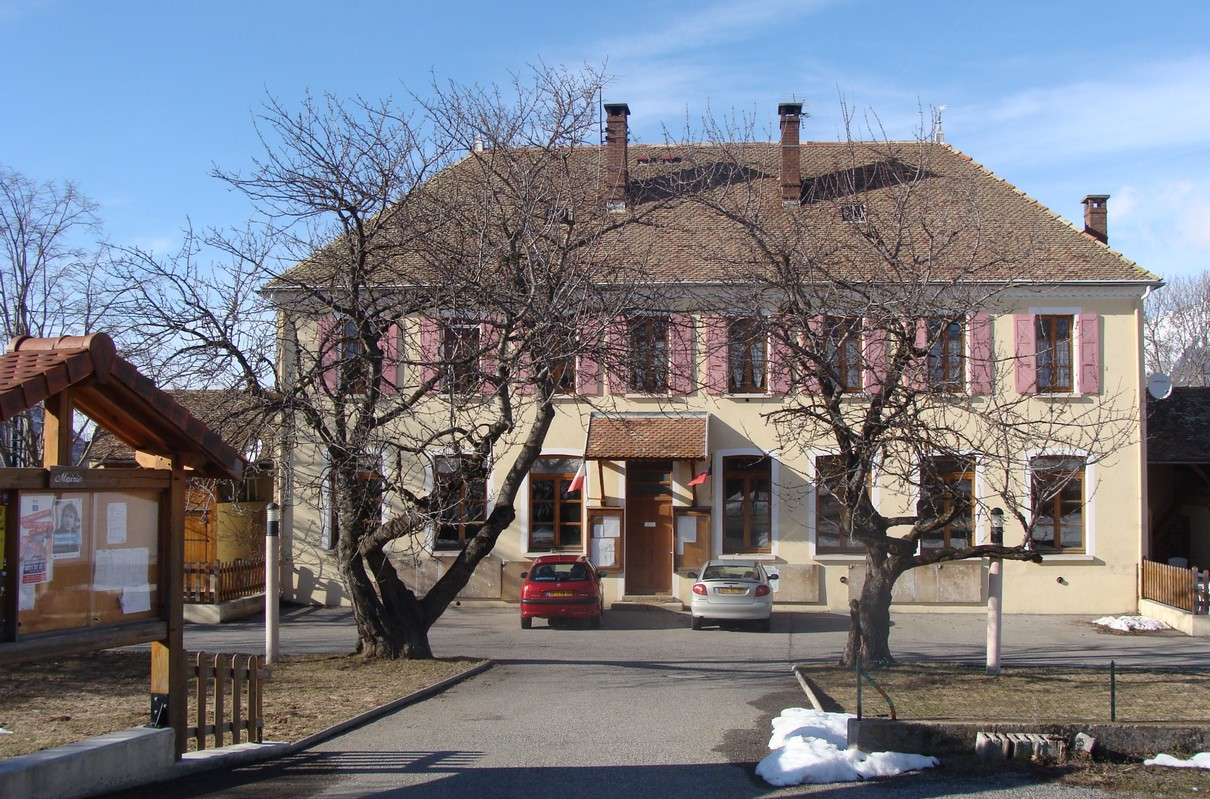
Ehemaliges Rathaus (Mairie)